# Энмываам
Энмываа́м (Эньмувеем) — река на Дальнем Востоке России, протекает по территории Анадырского района Чукотского автономного округа. Длина реки — 285 км, площадь водосборного бассейна — 11 900 км².
Название с чукотского языка переводится как «река со скалистыми берегами».
Берёт начало из озера Эльгыгытгын на высоте 499 м над уровнем моря, в среднем течении река протекает через массив небольших гор, где прорезает каньон с многочисленными порогами и местами образует наледи. В низовьях река течёт по равнине в окружении многочисленных мелких озёр и болот, где имеет слабоизвилистое русло. Впадает в Белую справа.
В бассейн реки входит озеро Майныгытгын и Островное.
Ледостав может длиться до восьми месяцев в году. Ледоход в среднем продолжается 12 дней, максимум — 26 дней. Минерализация воды — менее 200 мг/л.
Среднегодовая температура воздуха в бассейне Энмываама составляет −8,3 °C; абсолютный максимум температуры зарегистрирован в июле 1981 года на уровне 33 °C, абсолютный минимум — в январе 1989 года −56 °C.
Толщина многолетнемёрзлых пород в долине реки составляет 450 м.
По данным наблюдений с 1958 по 1985 год среднегодовой расход воды в 21 км от устья составляет 95,95 м³/с (объём стока 3,027 км³/год), наибольший приходится на июнь, наименьший — на апрель. Диапазон сезонных изменений уровня воды — 6—10 м.
| Средний расход воды (м³/с) реки Энмываам по месяцам с 1958 по 1985 гг. (замеры производились на гидрологическом посту в 21 км от устья) |

В нижнем течении реки на месте заброшенного посёлка Мухоморное с 1942 года действует гидрометеостанция. В районе гидропоста всю зиму наблюдаются полыньи, образуемые родниками — вертикальные потоки воды с температурой 1,5—2 °C не дают намерзать льду на поверхности. Это создаёт благоприятные условия для нерестилищ кеты, икра на нерестилище не промерзает и омывается проточной водой всю зиму.
В бассейне Энмываама обнаружены запасы молибдена, ртути, золота, серебра.

## Притоки
Объекты перечислены по порядку от устья к истоку (указано расстояние от устья)
- 18 км: река без названия
- 25 км: река без названия
- 32 км: Вапанайваам (Мухоморная)
- 47 км: Источный
- 49 км: река без названия
- 59 км: Шустрая
- 63 км: река без названия
- 66 км: Ванакваам (Серная, в верховье Средний Ванакваам)
- 74 км: река без названия
- 100 км: река без названия
- 114 км: Глубокая
- 123 км: Затерянная
- 132 км: Варэнон
- 135 км: Леоновский
- 141 км: река без названия
- 149 км: река без названия
- 156 км: Мэрэваам
- 159 км: Куйвынэрэтвеем (в верховье Правый Куйвынэрэтвеем)
- 162 км: река без названия
- 167 км: река без названия
- 169 км: Эмунэрэтвеем
- 179 км: Кайэнмываам (в верховье Правый Кайэнмываам)
- 180 км: Средний Эмунэрэтвеем
- 184 км: Верхний Эмунэрэтвеем
- 193 км: река без названия
- 203 км: Снежный
- 205 км: река без названия
- 207 км: река без названия
- 218 км: река без названия
- 218 км: Куйвыриннэтвеем
- 219 км: Акайваам
- 232 км: река без названия
- 239 км: Мэчериннэт
- 242 км: река без названия
- 242 км: Мычкарэннэт
- 243 км: Чанувенваам
- 244 км: река без названия
- 248 км: Перекатная
- 252 км: река без названия
- 253 км: Мечекрыннэтвеем (Левый Мечекрыннэтвеем)
- 253 км: Валунный
- 276 км: река без названия